# Saussurea chrysotricha
Saussurea chrysotricha là một loài thực vật có hoa trong họ Cúc. Loài này được Ludlow miêu tả khoa học đầu tiên năm 1956.